# U-Bahnhof Silberhornstraße
Der U-Bahnhof Silberhornstraße ist ein Münchner U-Bahnhof, der am 18. Oktober 1980 eröffnet wurde. Er wird von der Linie U2, seit dem 12. Dezember 2011 von der Verstärkungslinie U7 und seit dem 15. Dezember 2013 auch von der Verstärkungslinie U8, die nur in der Hauptverkehrszeit fährt, bedient.
Der Bahnhof besitzt keine Säulen und ist so einer der frühesten säulenlosen U-Bahnhöfe. Die Hintergleiswände wurden mit großen orangen Wandpaneelen verkleidet, der Boden ist mit Isarkiesel-Kunststeinen ausgelegt und die freitragende Decke mit drei (bis zum Austausch gegen LED-Technik lange Zeit nur zwei) Lichtbändern ist mit Aluminium-Lamellen verblendet. Am westlichen Bahnsteigende führen eine Treppenanlage und ein Lift in ein Sperrengeschoss mit Zugang zur Tegernseer Landstraße / Deisenhofener Straße. Dort besteht Anschluss zur Tramlinie 25 und zur Buslinie X30 Richtung Ostbahnhof beziehungsweise Harras. Des Weiteren erreicht man über das Sperrengeschoss die Herzogstandstraße.

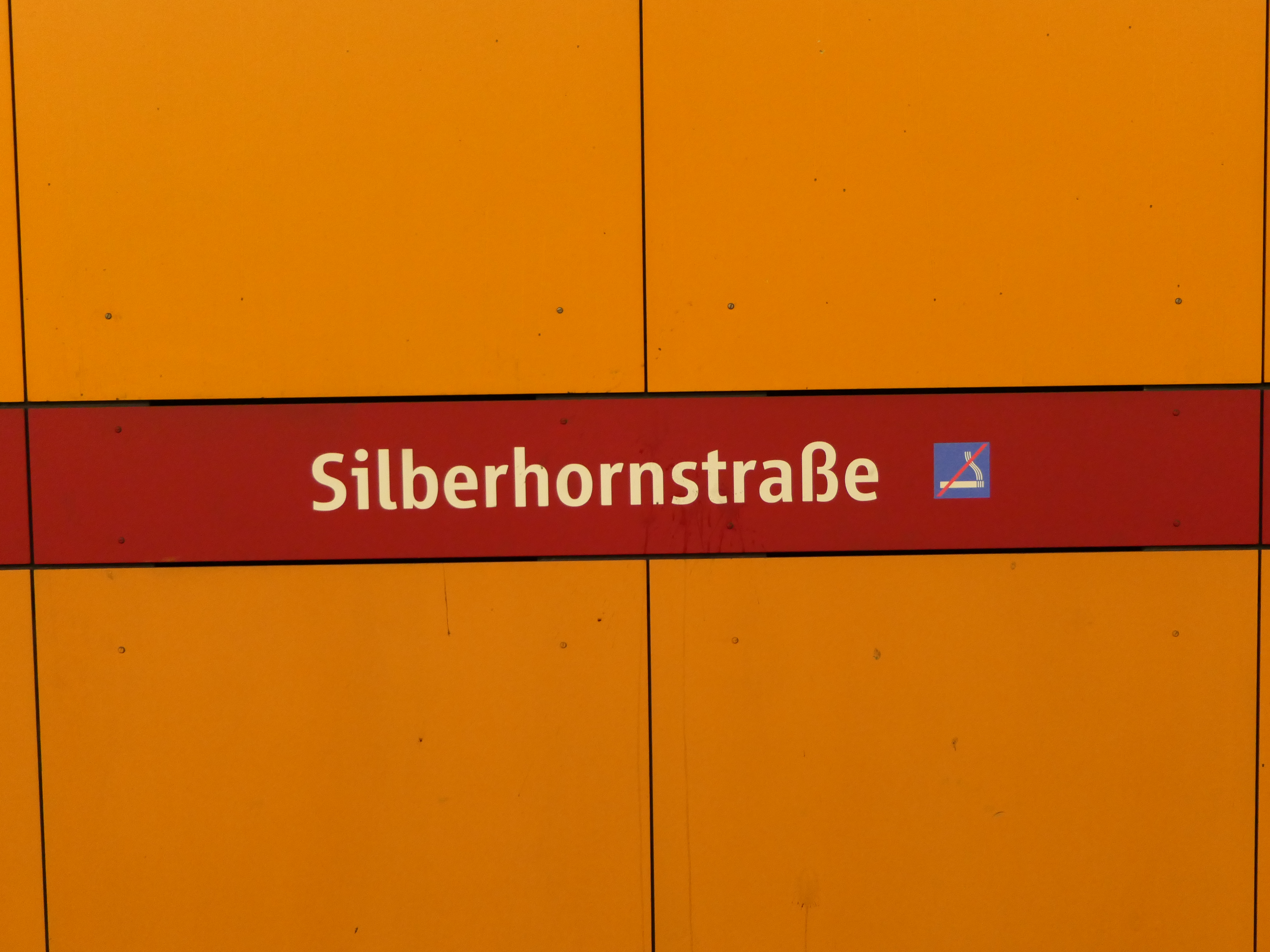
Stationsname an den Hintergleiswänden
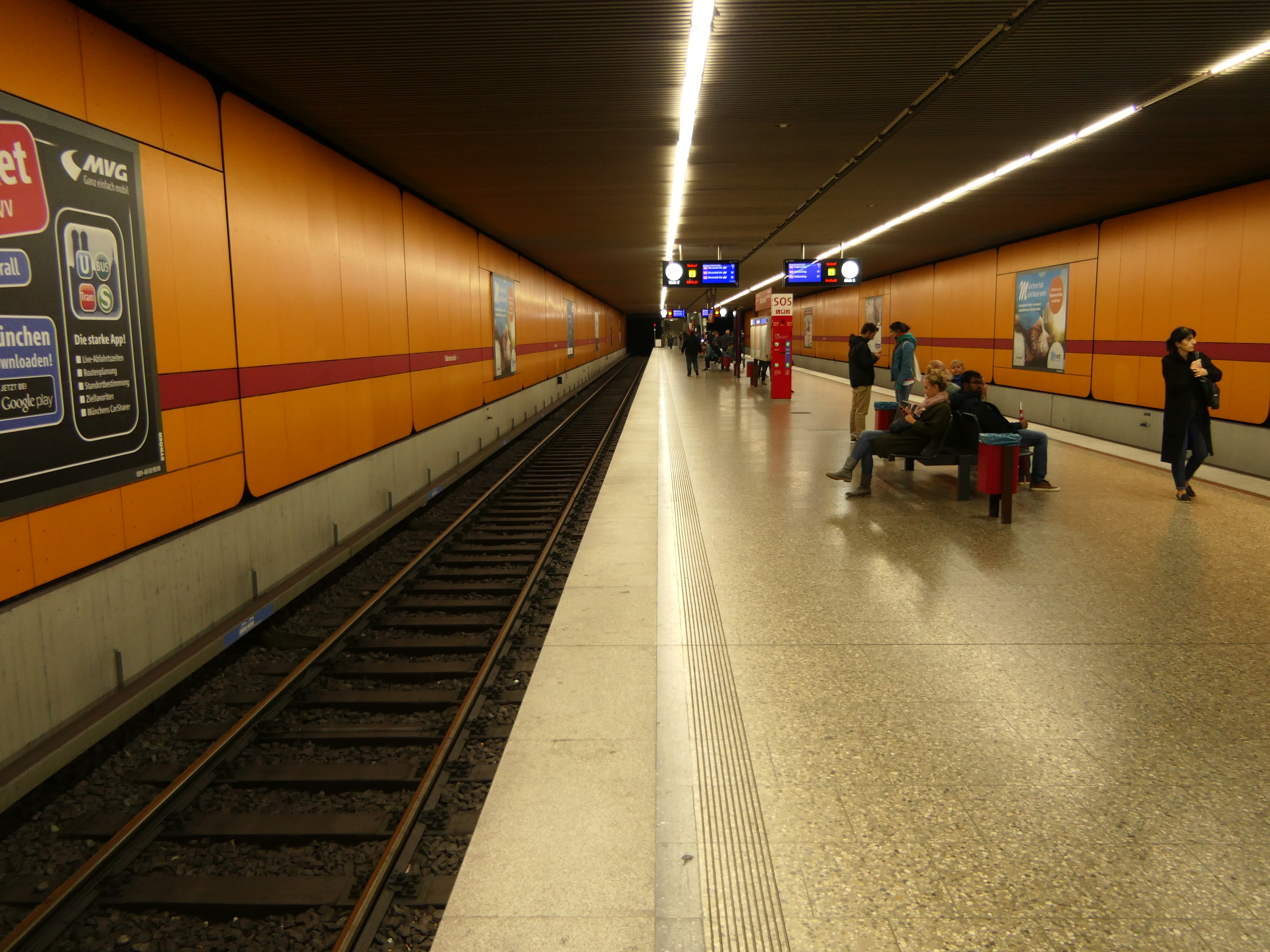
Bahnsteigebene (Gleis 2)
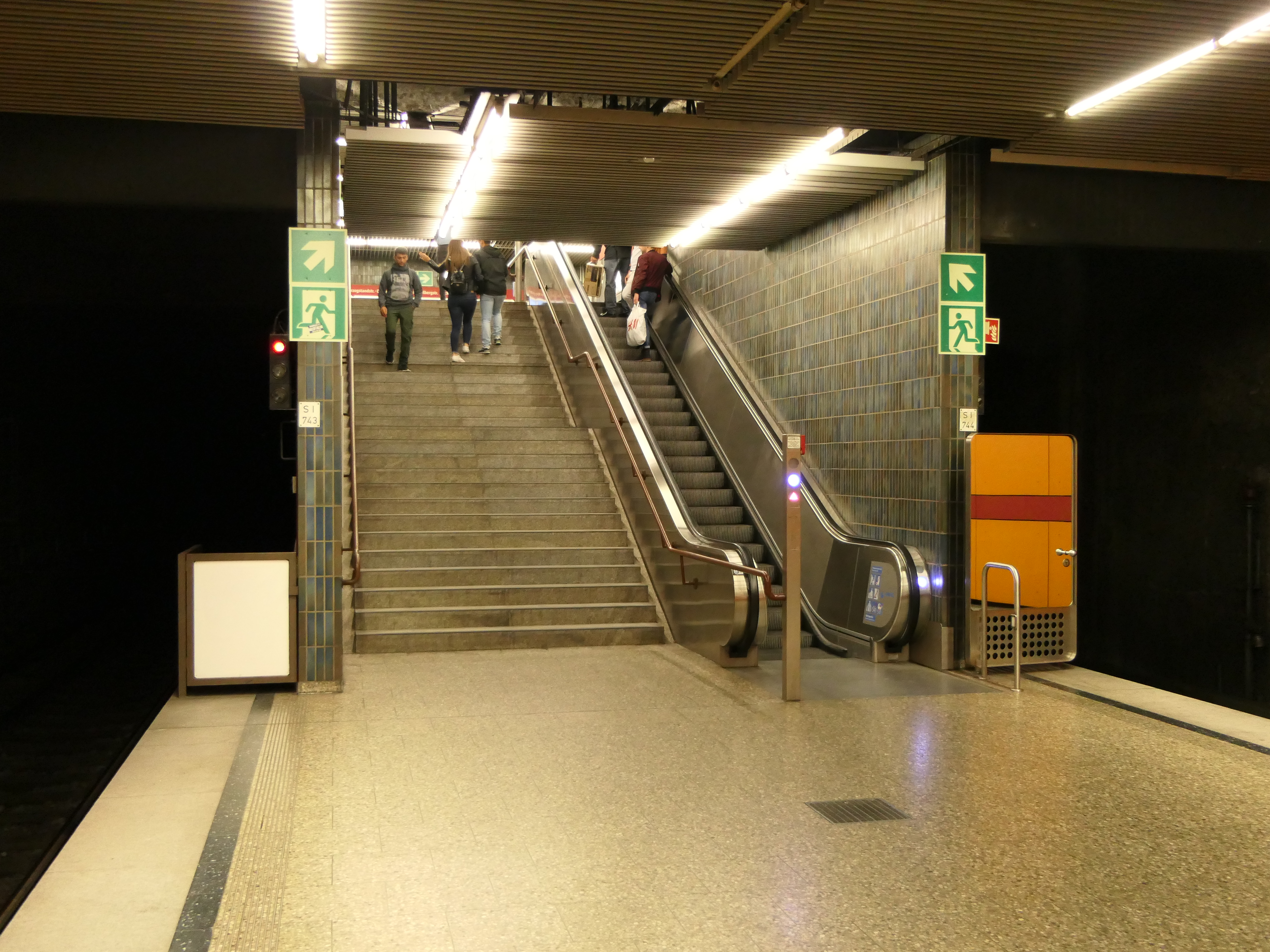
Aufgang von der Bahnsteigebene zur Verteilerebene
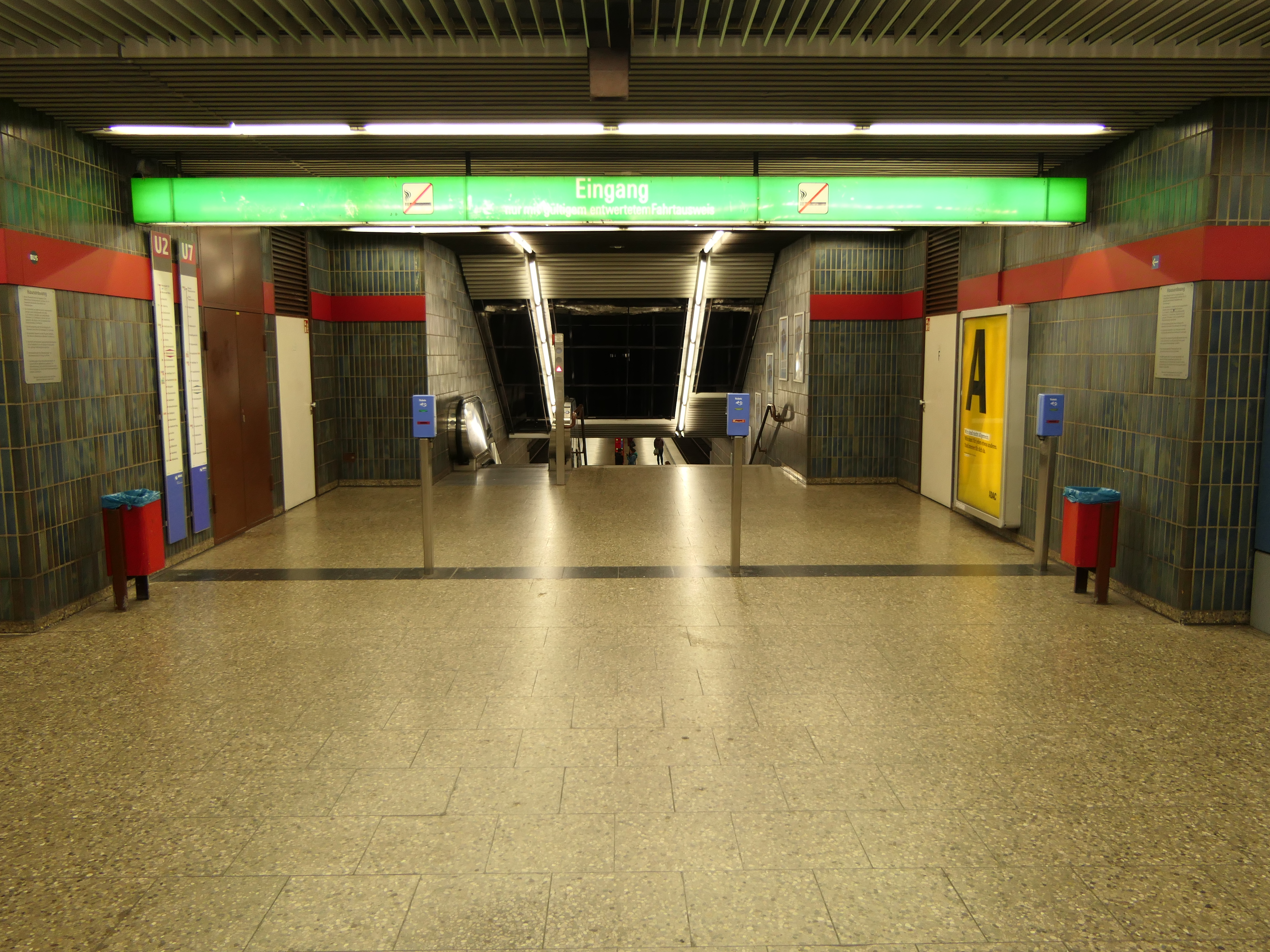
Verteilerebene mit Abgang zur Bahnsteigebene
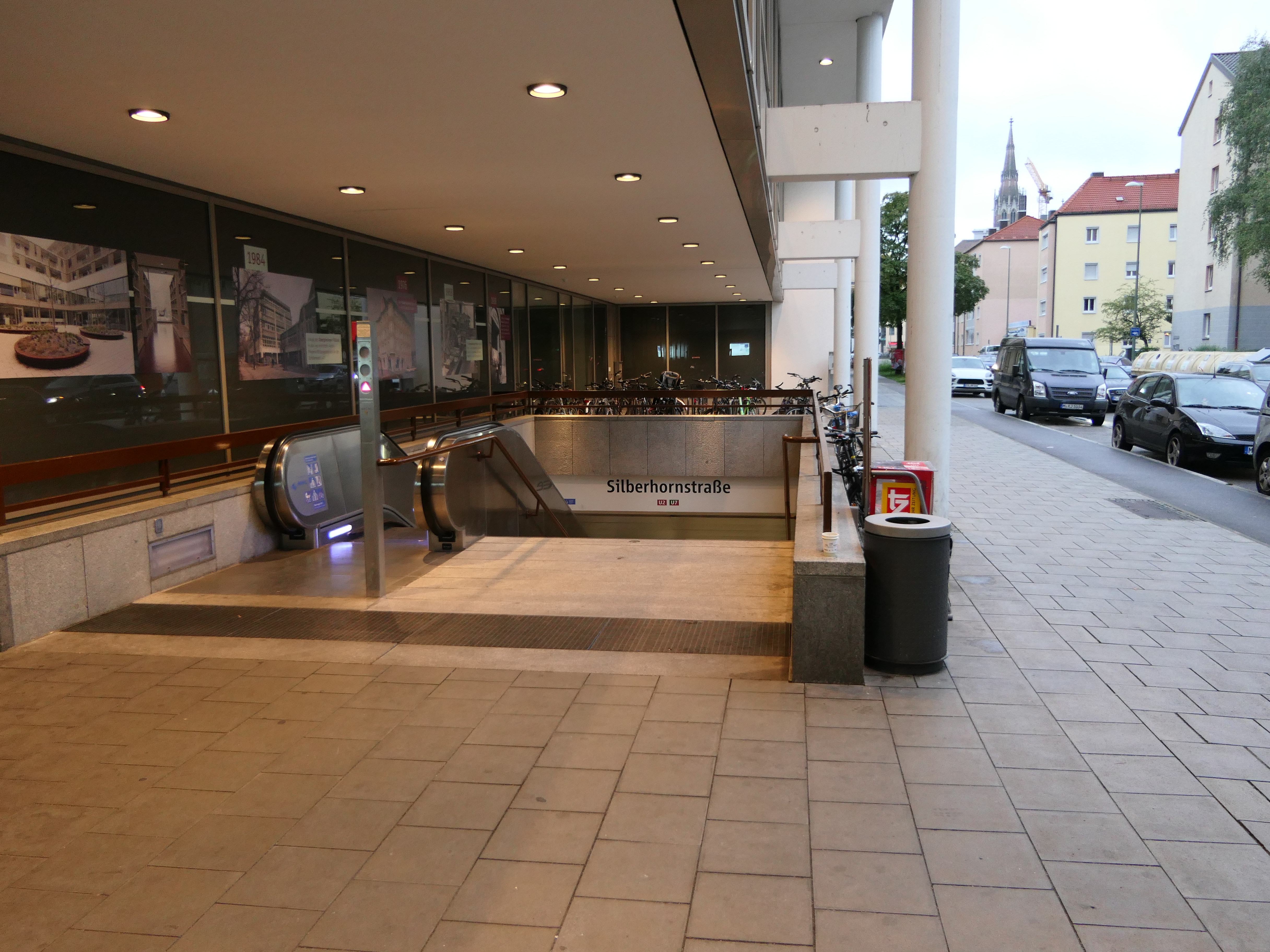
Zugang an der Oberfläche

| Linie | Linienverlauf |
| ----- | --- |
| U2    | Feldmoching – (1065 m) – Hasenbergl – (631 m) – Dülferstraße – (1112 m) – Harthof – (962 m) – Am Hart – (1010 m) – Frankfurter Ring – (657 m) – Milbertshofen – (1094 m) – Scheidplatz – (1103 m) – Hohenzollernplatz – (756 m) – Josephsplatz – (513 m) – Theresienstraße – (730 m) – Königsplatz – (583 m) – Hauptbahnhof – (905 m) – Sendlinger Tor – (746 m) – Fraunhoferstraße – (1116 m) – Kolumbusplatz – (711 m) – Silberhornstraße – (553 m) – Untersbergstraße – (654 m) – Giesing – (1280 m) – Karl-Preis-Platz – (868 m) – Innsbrucker Ring – (1576 m) – Josephsburg – (978 m) – Kreillerstraße – (1207 m) – Trudering – (959 m) – Moosfeld – (1683 m) – Messestadt West – (925 m) – Messestadt Ost |
| U7    | Olympia-Einkaufszentrum – (625 m) – Georg-Brauchle-Ring – (788 m) – Westfriedhof – (830 m) – Gern – (1007 m) – Rotkreuzplatz – (1102 m) – Maillingerstraße – (878 m) – Stiglmaierplatz – (1071 m) – Hauptbahnhof – (905 m) – Sendlinger Tor – (746 m) – Fraunhoferstraße – (1116 m) – Kolumbusplatz – (711 m) – Silberhornstraße – (553 m) – Untersbergstraße – (654 m) – Giesing – (1280 m) – Karl-Preis-Platz – (868 m) – Innsbrucker Ring – (982 m) – Michaelibad – (1708 m) – Quiddestraße – (778 m) – Neuperlach Zentrum |
| U8    | nur samstags: Olympiazentrum – (944 m) – Petuelring – (832 m) – Scheidplatz – (1103 m) – Hohenzollernplatz – (756 m) – Josephsplatz – (513 m) – Theresienstraße – (730 m) – Königsplatz – (583 m) – Hauptbahnhof – (905 m) – Sendlinger Tor – (746 m) – Fraunhoferstraße – (1116 m) – Kolumbusplatz – (711 m) – Silberhornstraße – (553 m) – Untersbergstraße – (654 m) – Giesing – (1280 m) – Karl-Preis-Platz – (868 m) – Innsbrucker Ring – (982 m) – Michaelibad – (1708 m) – Quiddestraße – (778 m) – Neuperlach Zentrum |